# Mola (állatnem)
A Mola a sugarasúszójú halak (Actinopterygii) osztályának gömbhalalakúak (Tetraodontiformes) rendjébe, ezen belül a holdhalfélék (Molidae) családjába tartozó nem.

## Rendszerezés
A nembe az alábbi 3 élő faj és 1-2 fosszilis faj tartozik:
- holdhal (Mola mola) (Linnaeus, 1758) - típusfaj
- Mola ramsayi (Giglioli, 1883)
- Mola tecta (Nyegaard, 2017)

- †Mola pileata (van Beneden, 1881) - középső és késő miocén; Európa
- megnevezetlen fosszilis faj, mely a kora miocén korszakban élt ott ahol manapság az Amerikai Egyesült Államokbeli Észak-Karolina fekszik.

### Fordítás
- Ez a szócikk részben vagy egészben  a   Molidae című angol Wikipédia-szócikk ezen változatának fordításán alapul.  Az eredeti cikk szerkesztőit annak laptörténete sorolja fel. Ez a jelzés csupán a megfogalmazás eredetét és a szerzői jogokat jelzi, nem szolgál a cikkben szereplő információk forrásmegjelöléseként.